# Balada para un loco (álbum)
Balada para un loco es un álbum de estudio por el bandoneonista de tango argentino Astor Piazzolla junto a su Conjunto Electrónico junto al cantante José Ángel Trelles, grabado y editado en Argentina durante 1976, fue lanzado por el sello Trova. No guarda ninguna relación con el álbum del mismo título que RCA Victor editó en 1969 bajo el dúo Astor Piazzolla-Roberto Goyeneche.

## Antecedentes
Para 1973, Astor Piazzolla estaba en búsqueda de un contrato discográfico en Europa, y en marzo de 1974 el productor Aldo Pagani lo llamó por teléfono para ofrecerle un convenio que sería aceptado por Piazzolla, lo que daría inicio a un periodo de estadía y trabajo en Europa. Así en 1974 se grabó y editó en Italia Libertango, un álbum que tenía un marcado enfoque rockero que el Octeto Electrónico de 1976-1977 buscaría explotar aun más. En 1975 murió Aníbal Troilo, y tras su muerte, Astor Piazzolla hizo su propio homenaje a su antiguo maestro, y así se editó el álbum Lumière de 1976 que contenía la Suite Troileana, de carácter similar a los anteriores álbumes italianos.

## Historia
En algún momento de 1975, Astor Piazzolla y José Ángel Trelles se asociaron por primera vez, debutaron en el estadio «Canecao» de Río de Janeiro, Brasil, y junto a Daniel Piazzolla (en sintetizadores), emprendieron una gira de tres meses por varias ciudades del Brasil -San Pablo, Belo Horizonte, Porto Alegre, entre otras-, y con el mismo grupo hicieron también una temporada en Buenos Aires que empezó con un concierto en el Teatro Coliseo, también tocaron en Montevideo, Asunción, Caracas y Puerto Rico, terminando en el Carnegie Hall de Nueva York.
Los temas «Balada para un loco», «Balada para mi Muerte» y «Chiquilín de Bachín» se trata de tres composiciones del dúo creativo Piazzolla-Ferrer, que ya se habían grabado anteriormente en los álbumes Amelita Baltar interpreta a Piazzolla y Ferrer (cantados por Amelita Baltar) y En persona (cantados por Horacio Ferrer), ambos de 1970.

## Grabación
Las pistas instrumentales de Balada para un loco se grabaron durante septiembre de 1975, en una serie de sesiones que en palabras de Daniel Piazzolla fueron «maratónicas», en los Estudios Mondial Sound, en Milán, Italia. De aquellas sesiones de septiembre se editaron tres álbumes que fueron bandas sonoras que se editaron unos años después: Il pleut sur Santiago (1975), Lumière (1975) y Viaje de bodas (1977). Las pistas vocales de José Ángel Trelles fueron grabadas en algún momento de 1975, en los Estudios Audion, en Buenos Aires, Argentina.

## Lanzamiento y reediciones
Balada para un loco se editó originalmente en Francia en 1976 por el sello Coco Records, ese mismo año se lanzó también en: Argentina por Trova, en Estados Unidos también por Coco, en Chile por el dúo Trova/Quatro, al año siguiente fue editado en Italia por Eleven con diferente portada, y reeditado en Argentina en formato de cartucho de 8 pistas, el álbum luego, quedó descatalogado, hasta que fue reeditado por primera vez en CD en 1999, en Japón por el sello Crown, y en Argentina por Random. Una nueva reedición en CD apareció en Japón por el sello Victor, y fue reeditado en CD en Italia por Aldo Pagani SRL.

## Lista de temas
Todas las canciones escritas y compuestas por Astor Piazzolla (música) y Horacio Ferrer (letras) excepto donde se indica. 
| Lado A |                                                           |          |  |
| N.º    | Título                                                    | Duración |  |
| 1.     | «Balada para un loco»                                     | 4:11     |  |
| 2.     | «Ojos de Resaca (Olhos de Ressaca)» (Piazzolla, Carneiro) | 4:55     |  |
| 3.     | «La Muralla de China» (Piazzolla, Carneiro)               | 3:19     |  |
| 4.     | «Los Pajaros Perdidos» (Piazzolla, Trejo, Bardotti)       | 2:57     |  |

| Lado B |                                              |          |  |
| N.º    | Título                                       | Duración |  |
| 5.     | «Balada para mi Muerte»                      | 5:02     |  |
| 6.     | «Se Potessi Ancora» (Piazzolla, Bardotti)    | 4:21     |  |
| 7.     | «Las Islas (As Ilhas)» (Piazzolla, Carneiro) | 4:55     |  |
| 8.     | «Chiquilín de Bachín»                        | 3:44     |  |

## Créditos
Conjunto Electrónico
- Astor Piazzolla - bandoneón, arreglos y dirección
- José Ángel Trelles - voz
- Antonio Agri - violín
- Sergio Farina - guitarra
- Arnaldo Ciato - piano, órgano
- Daniel Piazzolla - sintetizador
- Gigi Cappellotto - bajo
- Tullio De Piscopo - batería, percusión y efectos